# Kaives pagasts
Kaives pagasts er en territorial enhed i Vecpiebalgas novads i Letland. Pagasten etableredes i 1945, havde 392 indbyggere i 2010 og 364 indbyggere i 2016 og omfatter et areal på 117,60 kvadratkilometer. Hovedbyen i pagasten er Kaive.